# 杨树芳
杨树芳（1923年—1995年），男，陕西临潼人，中华人民共和国政治人物。

## 生平
毕业于延安大学。历任任陕甘宁边区淳耀县保安科科长、关中分区保安分处股长。
中华人民共和国成立后，担任青海省公安厅厅长，青海省高级人民法院院长，后升任青海省副省长，因杨小民案被降职调查。